# NGC 3638
NGC 3638 este o galaxie spirală situată în constelația Cupa. A fost descoperită în 1886 de către Ormond Stone⁠(d).